# Дионисиат
Дионисиат (на гръцки: Μονή Διονυσίου) е един от двадесетте манастира на полуостров Атон, Гърция. Разположен е в югозападната част на полуострова. Дионисиат е пети в йерархията на атонските манастири и е посветен на свети Йоан Кръстител.

## История
Основан е през XIV век от монах на име Дионисий от Горенци, Костурско. От името на монаха Дионисий идва и името на манастира. Хрисовулът за основаването на манастира е издаден през 1374 година от трапезундския император Алексий III Велики Комнин, който финансира строителството. Този хрисовул още се пази в манастира.
Манастирът е построен на западния бряг на полуострова върху стръмна скала високо над морето с изглед към дълбока гориста клисура. През 1535 година манастирът е почти изцяло разрушен от пожар. Възстановяването му започва бързо и главната църква в манастира е построена наново през 1547 година и изографисана от майстор Цортис, представител на прочутата Критска школа. През XVIII век е поставен златен иконостас. Около главния храм са разположени множество параклиси. През 1520 година е построена защитна кула с височина 25 метра. Периодично е използвана и за съхранение на книгите от манастирската библиотека. Действените монаси, които населяват манастира, са предприели мащабни работи по възстановяването и разкрасяването на манастира.

## Ценности и реликви
Добре организираната манастирска библиотека съдържа много стари документи, включително 804 сборници с ръкописи и повече от 5000 печатни книги, евангелия от XI век, хрисовули и ръкописи. Особено ценно е илюстровано евангелие от XIII век. В специална крипта в главната църква се пазят и мощите на Константинополския патриарх свети Нифонт, който като монах е живял в манастира.